# Potosí (ort i Colombia, Nariño, lat 0,81, long -77,57)
Potosí är en ort i Colombia.   Den ligger i departementet Nariño, i den sydvästra delen av landet, 600 km sydväst om huvudstaden Bogotá. Potosí ligger 2 742 meter över havet och antalet invånare är 3 979.
Terrängen runt Potosí är huvudsakligen kuperad, men åt nordväst är den platt. Runt Potosí är det ganska tätbefolkat, med 62 invånare per kvadratkilometer. Närmaste större samhälle är Ipiales, 9,0 km väster om Potosí. Omgivningarna runt Potosí är en mosaik av jordbruksmark och naturlig växtlighet.